# Monster Hunter: World
Monster Hunter: World es un videojuego perteneciente al género de rol y acción, desarrollado y publicado por la empresa Capcom, siendo el sexto título principal de la franquicia de videojuegos Monster Hunter. El juego fue anunciado en la conferencia de Sony en la E3 2017. Su lanzamiento mundial se produjo el 26 de enero de 2018 en las consolas PlayStation 4 y Xbox One; mientras que su fecha de salida para Microsoft Windows fue el 9 de agosto de 2018.
El juego cuenta con escenarios mucho más grandes, transiciones sin inconvenientes entre zonas en el mapa, y un modo cooperativo en línea para hasta cuatro jugadores. También permitirá que los jugadores de todo el mundo jueguen juntos, siendo el primero de la serie con estas características.
En marzo de 2020, durante la pandemia de COVID-19, Capcom regaló el juego a usuarios de PlayStation en Japón que contaran con PlayStation Plus, como parte de la campaña para que los jugadores se queden en casa durante la cuarentena.

## Jugabilidad
Monster Hunter: World es un videojuego de rol y acción, ambientado en un entorno de mundo abierto, y jugado desde una perspectiva en tercera persona. Al igual que en los juegos anteriores de la serie, el jugador toma el papel de un "Cazador" que tiene la tarea de la "Comisión de Investigación", para perseguir y matar (o capturar) a grandes monstruos, que deambulan fuera de su base central de Astera para que estudien. El personaje del jugador no tiene ningún atributo intrínseco, sino que está determinado por el equipo con el que está equipado el personaje. Esto incluye un arma que proviene de uno de los catorce arquetipos (como espada larga, arco o martillo), que luego define los tipos de movimientos de combate y las habilidades de las que el jugador se puede ver beneficiado. El jugador también puede equiparse con una armadura (a este equipamiento se le pueden añadir adornos que son objetos que aportan distintas habilidades) que tienen beneficios o habilidades base y que se pueden potenciar con adornos y ciguas, que son elementos de equipo con la misma función de los adornos a excepción de que solo es posible equiparse con una cigua a la vez. Mientras que algunos equipos básicos se pueden comprar con dinero del juego, la mayoría de los equipos se construyen a partir de materiales obtenidos al matar o atrapar monstruos, en recompensas por completar misiones, o artículos recolectados en el campo. Esto crea un bucle central de la jugabilidad que tiene el jugador para luchar contra los monstruos a los que pueden vencer, para obtener el botín correcto para crear armas y armaduras mejoradas que les permitan enfrentarse a monstruos más poderosos y la posibilidad de contar con un equipo aún mejor.
Monster Hunter: World incluye los catorce tipos de armas de Monster Hunter 4 y Monster Hunter Generations. Sin embargo, las artes de caza, los estilos y el modo de Prowler de generaciones no están incluidos en World. El jugador aún podrá montar e intentar derribar monstruos, y en algunos escenarios podrá usar su arma principal para estos ataques de derribo. Todos los cazadores acceden a una herramienta llamada Slinger, que puede usarse como gancho para alcanzar elevaciones más altas o arrastrar formaciones rocosas, y también se pueden utilizarse como resorteras. para lanzar balas que pueden dañar o tener efectos de debilitación en los monstruos, o se pueden utilizar para distraer a los monstruos para permitir que uno escape. El jugador también puede usar un Manto, similar al palo ghillie para permanecer oculto a la vista de un monstruo, o atraer a un monstruo para perseguir al cazador en una trampa, o en un área ocupada por otro monstruo y hacer que luchen entre sí. El cazador puede usar las moscas exploradoras para rastrear monstruos; después de encontrar suficientes signos de la presencia de un monstruo, como huellas o montones de moco, el explorador vuela y ayuda a guiar al Cazador directamente hacia el monstruo. También se pueden usar para buscar otros recursos y se pueden capacitar para que sean más efectivas en sus habilidades de seguimiento.
Monster Hunter: World tiene varias áreas diferentes para cazar, divididas en un conjunto de zonas numeradas. Sin embargo, a diferencia de los juegos previos en los que había una pantalla de carga al viajar entre cada zona, lo que hace que cada zona esté aislada de las demás, World ofrece viajes sin interrupciones entre zonas en el área. Esto altera la naturaleza de algunos elementos del juego: por ejemplo, con las zonas, un jugador podría escapar temporalmente de un monstruo al dejar una zona ingresando a la siguiente, dándole tiempo para beber pociones curativas o preparar otro equipo. Con el enfoque del mundo conectado, el jugador no tiene esta opción de escape inmediato, por lo que algunos elementos del juego están ligados al hecho de que el jugador no puede escapar fácilmente del peligro. Uno de esos cambios es permitir que el personaje beba una poción curativa mientras camina en lugar de tener que quedarse quieto y permanecer vulnerable. El juego incluirá un sistema de clima dinámico y un ciclo de día y noche, que puede afectar el comportamiento de algunos monstruos en la misión. Distintas partes del medio ambiente son destructibles, tanto por los cazadores como por los monstruos, como derribar muros para crear nuevas rutas o causar una inundación de agua, o de lava para las criaturas en un área diferente. Las áreas poseen lo que Capcom considera ecosistemas vivos, con monstruos que reaccionan a la presencia de otros monstruos; esto se puede utilizar para atraer a los monstruos a luchar y debilitarse entre sí, por ejemplo. Cuando esté fuera del combate, el jugador tendrá una forma de viajar rápidamente a los campamentos base de la región (áreas seguras de los monstruos) donde pueden cambiar el equipo y reabastecerse de artículos antes de partir nuevamente; En Monster Hunter: World, esta la nueva capacidad de cambiar de clase de armas mientras se está en el campo. Astera actúa como un lugar central donde el jugador puede comprar y vender productos, crear nuevos equipos y obtener nuevas misiones.
El juego es compatible tanto con un jugador (tanto en línea como desconectado), como con un modo cooperativo de hasta cuatro jugadores mientras está en línea; no hay un multijugador en línea local. El sistema de misiones del juego será el mismo en ambos modos. En el modo para un solo jugador, el cazador puede tener un Palico (una especie de gato antropomórfico) para ayudarlo en el combate, y si juega en línea, los jugadores pueden pedir ayuda a otros jugadores en cualquier parte del campo, al tener sus personaje una bengala roja de aviso, permitiendo que otros cazadores ayuden, creando un sistema de entrada/deserción. El juego posee Escuadrones, el equivalente de clanes o gremios en los típicos juegos multijugador masivos en línea. El juego permitirá que los jugadores en diferentes regiones de lanzamiento trabajen juntos; el juego usará un conjunto predeterminado de saludos y comandos comunes, que se traducen a los distintos idiomas para que los jugadores se comuniquen efectivamente entre ellos. Sin embargo, los jugadores estarán limitados a cooperar con aquellos en la misma plataforma, y no contarán con juegos multiplataforma. Los jugadores también deberán estar registrados con el servicio de su consola (PlayStation Network o Xbox Live) para usar las funciones de varios jugadores. Con el objetivo de llegar a un público más amplio que los juegos anteriores, Monster Hunter: World también proporciona más información a los jugadores, como un compañero que advertirá al jugador cuando se está quedando sin salud, y más detalles sobre las ventajas y desventajas de las armas y armaduras contra monstruos específicos.
El juego contará con un modo historia ofrecida a través del sistema de misiones. A diferencia de los juegos anteriores, donde el modo historia guio al jugador para completar las misiones de "Rango bajo", antes de abrir el juego a misiones de "alto rango" más difíciles sin un conductor de historia, World tendrá una narrativa que continuará en "Alto", Clasificando las distintas "misiones". Se calcula que completar el modo de historia del juego tarda entre 40 y 50 horas, según el director Yuya Tokuda. En lugar de misiones que requerían que el jugador matara un número de monstruos más pequeños o recolectara recursos, World ofrecerá estos como recompensas o cacerías que se pueden lograr junto con las principales misiones. Un jugador puede tener hasta seis recompensas o cacerías diferentes activas, y que proporcionan recompensas cuando se completan.
Además de las misiones básicas del juego, Capcom planea ofrecer misiones como contenidos descargables gratuitos, presentadas de manera similar en las versiones de dispositivos portátiles. Sin embargo, con el mayor grado de conectividad que ofrecen las consolas y computadoras modernas en comparación con los sistemas de mano, Capcom anticipa ofrecer misiones y eventos de tiempo limitado, para que los jugadores puedan saltar fácilmente a través del nuevo sistema de emparejamiento. Capcom también prevé agregar nuevos monstruos para cazar a través de contenidos descargables gratuitos, con la primera expansión de contenido planificada para el segundo trimestre de 2018. Capcom también espera proporcionar material de pago post-contenido; Sin embargo, Capcom no ve a World como un tipo de servicio, ya que no esperan que los jugadores continúen jugando el juego de cinco a diez años después del lanzamiento. El juego no incluirá ningún tipo de microtransacción; Tsujimoto dijo que como Monster Hunter se entiende como un juego cooperativo, no querían crear ningún tipo de "fricción" entre los jugadores debido a que simplemente habían comprado mejores equipos con fondos del mundo real, en comparación con aquellos que pasaban el tiempo para trabajar desafíos para adquirir el equipo.

## Desarrollo
Monster Hunter: World se considera una entrega principal de la serie Monster Hunter, según el productor del juego Ryozo Tsujimoto y el codirector Yuya Tokuda. Tokuda y el codirector Kaname Fujioka, también fueron directores de Monster Hunter 4 y Monster Hunter 4 Ultimate. El desarrollo de World comenzó unos tres años antes de la revelación en la E3 2017, después de un año de lluvias de ideas sobre, cuál sería el próximo juego principal de la serie. Con la serie de más de una década, Capcom revaluó dónde querían retomar la serie, y se dio cuenta de que con las capacidades de hardware de las nuevas consolas, podían realizar una visión diferente en comparación con las vistas en computadoras personales.
Tsujimoto dijo que los juegos del pasado típicamente tenían reglas arcanas, y la estructura del área zonal hacía que cada zona se sintiera aislada, y querían cambiar ese enfoque. También han querido implementar mundos vivos y ecosistemas, con complejas interacciones de la inteligencia artificial, entre los monstruos y el medio ambiente, pero habían sido limitados en el pasado por el hardware de las consolas. El equipo determinó que perseguirían mundos altamente detallados que se sintieran realistas, eliminando el enfoque desconectado del mapa zonal. Esto creó un "efecto dominó" de cambios en el juego; por ejemplo, la eliminación de las pantallas de carga, significaba que los jugadores no podían usar la táctica de saltar a una zona diferente para sanar con seguridad, y por lo tanto les permitía a los jugadores beber pociones de sanación mientras caminaban. Tokuda señaló que con estos cambios, el ritmo del juego también se hizo más rápido. Para los monstruos, que implementan un conjunto de reglas, que los monstruos seguirían, pero no recurrieron a ningún tipo de evento con guiones. Esto a menudo crea un comportamiento de monstruo inesperado al probar o demostrar el juego a audiencias públicas.
Mientras trabajaban para lograr esto, Capcom descubrió que este mundo más abierto sería algo que apreciarían mejor las audiencias occidentales. La serie Monster Hunter generalmente había sufrido en las ventas en los mercados occidentales debido a la complejidad del juego, las altas curvas de aprendizaje y la preferencia de los juegos de consola y PC del público occidental en comparación con la popularidad de los juegos portátiles en Japón. El equipo consideró que el nuevo enfoque del juego sería algo que encajaría bien con los mercados occidentales, y comenzaría a adoptar el juego para incluir más estándares occidentales en controles y diseño de interfaz. También buscaron proporcionar más información de tutorial y hacer  con las voces tramos completos, para evitar cuadros de diálogo que no se podían usar y que se habían usado en el pasado. Con estos cambios vino la decisión de hacer del juego un lanzamiento mundial, con cambios entre regiones, ya que creían que podrían atraer a más jugadores occidentales con los cambios en el juego que han realizado. Tjusimoto y Tokuda reconocieron que Monster Hunter: World será el primer título de Monster Hunter que muchos en las regiones occidentales probablemente jugarán, por lo que querían asegurarse de que el juego fuera accesible para esos jugadores, sin haber jugado ninguno de los títulos anteriores. También fueron conscientes de las críticas pasadas de que los juegos eran muy difíciles de aprender, aunque proporcionaron una experiencia gratificante una vez que se aprendieron, por lo que se propusieron incluir medios para ayudar a facilitar la curva de aprendizaje y proporcionar más información al jugador inicial.
Fujioka respondió a algunas críticas iniciales de los cambios al juego impulsados por Occidente que no intentaban hacer el juego más fácil, solo para impulsar las ventas diciendo: "No estamos tomando las cosas que la gente en el oeste odia y las arreglamos para hacer que los jugadores occidentales lo compren. La gente a veces hace esa suposición, o tienen ese miedo, pero ese no es el caso en absoluto". Continuó diciendo que algunos de los cambios que parecían favorecer a las audiencias occidentales eran necesarios por los mapas altamente interconectados, y que "la nueva jugabilidad tiene que coincidir con el nuevo concepto o de lo contrario sería un desastre". Tokuda dijo que no estaban simplificando el juego, sino que "es más que queremos tener este gran juego de acción central, donde los jugadores observan el comportamiento de los monstruos y luego aprendan a aprovecharlo y manipularlo para ayudarlos a cazarlos. hacerlo de modo que si cometen errores, no sientan que es injusto sino que piensen que es un error suyo y que deben crecer y aprender". La mayoría de los cambios realizados fueron específicamente para reducir la curva de dificultad, y para facilitar que los nuevos jugadores capten los conceptos del juego, pero sin cambiar la dificultad central. Tsujimoto también dijo que como han estado trabajando en la serie durante más de una década, están al tanto de, que es lo que los fanáticos esperan de un título de Monster Hunter. diciendo "queremos que los fanáticos de Monster Hunter sientan que este es un juego de Monster Hunter cuando lo jueguen, hasta el final".
El subtítulo World alude a las muchas facetas de los cambios de diseño del juego, en comparación a los juegos pasados de Monster Hunter, reflejando también que el juego tendrá un lanzamiento mundial simultáneo, que se reproducirá en servidores de todo el mundo en lugar de segmentarse por región, y que los mapas ya no son zonas desconectadas, sino todos parte de un mundo ampliamente abierto, y que estos mapas representan mundos vivientes. Capcom optó por no usar un título numérico, como Monster Hunter 5, ya que daría la impresión de que los jugadores deben haber completado otros títulos de la serie para jugar este juego.
Tsujimoto y Tokuda señalaron que con cada título de Monster Hunter han intentado que un elemento de juego sea exclusivo de ese título para que se destaque, y como tal, los modos "Hunter Arts" y "Prowler" de Generaciones no se incluirán. Sin embargo, han vuelto a evaluar todas las clases de armas existentes para agregar nuevos movimientos y habilidades, para proporcionar una nueva visión de la serie para jugadores veteranos. Planean introducir colaboraciones cruzadas en trajes y armas, de otras series de Capcom y de otras editoriales como han estado presentes en los otros juegos. Por ejemplo, Capcom anunció que como parte del 30 aniversario de Mega Man, Los disfraces basados en Megaman y la música de la serie se incluirán en el juego.
Mientras que el principal equipo de desarrollo de Monster Hunter en Osaka ha desarrollado el núcleo, Capcom trajo a otros programadores familiarizados con las consolas más nuevas para ayudar a llevar el juego a esos sistemas. El juego utilizará una versión modificada del motor de Marco de MT desarrollado internamente en Capcom , y el objetivo del desarrollo es brindar un mínimo de 30 fotogramas por segundo en todas las plataformas. En las consolas se espera que las versiones puedan incluir resoluciones ultra-altas y otras características mejoradas de las consolas PlayStation 4 Pro y Xbox One X. Cuando comenzaron el desarrollo, ninguna de estas actualizaciones de consola se anunció, y cuando se publicaron las especificaciones para ambas (alrededor de 2016), Capcom reconoció que no tenían tiempo para evaluar las especificaciones completamente sin cambiar la ventana de lanzamiento, pero sí ayudados por Sony y Microsoft, para ayudar a que World funcione de manera eficiente en estas consolas más nuevas. Para estos, el juego incluye opciones para ejecutar entre una versión gráfica detallada, reducir la velocidad de fotogramas del juego, o con detalles gráficos reducidos para mantener un alto índice de framas.
Tsujimoto y Tokuda dijeron que el retraso en el lanzamiento de la versión para Windows se debe a que deben "asegurarse de que esté optimizado y ajustado para la PC tanto como sea posible", con todo el trabajo realizado dentro de Capcom para evitar tratar el juego como un elemento reciclado. También buscan tener que Monster Hunter: World admita una amplia variedad de configuraciones de computadora personal, y necesitan el tiempo adicional para lograr este amplio rango. Además, la plataforma de Windows carece del emparejamiento incorporado que si está en Xbox Live o PlayStation Network, lo que les exige crear su propia versión para esto. Tsujimoto anunció en enero de 2018 que están apuntando a un lanzamiento de Windows para la segunda mitad de 2018, buscando liberar las versiones de la consola para que puedan dedicar toda su atención al puerto de Windows.
Actualmente, no hay planes para que Monster Hunter: World sea lanzado para Nintendo Switch. Fujioka y Tokuda dijeron que el desarrollo del juego comenzó mucho antes de que se anunciara el Switch, y que se habían enfocado en el mejor juego posible de las PlayStation 4 y Xbox One.

## Lanzamiento
En el Tokyo Game Show 2017, Capcom confirmó las fechas de lanzamiento de la consola para el 26 de enero de 2018. Además de las versiones digitales y físicas normales, el juego se enviará con una edición de coleccionista que incluye un libro de arte, un CD con la banda sonora del juego, y una estatua de uno de los monstruos del juego. Una cantidad limitada de consolas PlayStation 4 Pro embellecidas con artes de Monster Hunter: World se lanzaron solo en Japón el 7 de diciembre de 2017.
Una demostración limitada, exclusiva para los miembros de PlayStation Plus en PlayStation 4, se ofreció entre el 9 y 12 de diciembre de 2017; la demostración incluyó áreas de práctica para los catorce tipos de armas y tres búsquedas de caza que se pueden completar utilizando el soporte cooperativo en red, planificado para el juego completo. Los jugadores que completaron las tres misiones recibieron artículos adicionales en el juego cuando se lanzó el juego principal. Un segundo período de demostración para PlayStation 4, que ya no requiere PlayStation Plus, se ejecutó entre el 22 y el 26 de diciembre de 2017, y un período beta final, añadiendo una misión adicional, del 19 al 22 de enero de 2018. Además, en la versión completa, los jugadores de PlayStation 4 podrán jugar como la protagonista Aloy de Horizon Zero Dawn.
Una banda sonora original de tres discos para Monster Hunter: World se lanzará el 14 de febrero de 2018 en Japón.

## Recepción

### Crítica
Monster Hunter: World recibió "aclamación universal" de los críticos, de acuerdo con la revisión de la página Metacritic obtiene un marcador global de 90 de 100, con 93 comentarios para la versión de PlayStation 4. En general, los evaluadores elogiaron el juego por ser capaz de retener y no sacrificar la fórmula central de Monster Hunter mientras se abría para ser ameno para los nuevos jugadores de la serie, pudiendo aprovechar la mayor potencia de procesamiento de las consolas en comparación con dispositivos de mano para hacer que los mundos del juego se sientan más vivos, aunque todavía se nota que son elementos de aprendizaje de la mecánica del juego y la curva de dificultad que todavía puede ser algo intimidante para los jugadores inexpertos. Famitsu ha calificado a Monster Hunter: World con una puntuación casi perfecta de 39/40.

### Ventas
Una semana después de su lanzamiento en Japón, se informó que el juego había vendido 1.245.169 unidades en la consola PlayStation 4. Una semana después, se anunció que ya habían alcanzado la cifra de 1.591.356 de copias vendidas en tierras niponas. El 9 de febrero de 2018, a poco más de dos semanas de su lanzamiento, se anunció que Monster Hunter: World había logrado vender más de 6 millones de copias en formato físico y digital alrededor del mundo. Esto lo convierte en el videojuego que más rápido alcanza esta cifra en la historia de Capcom. A comienzos de marzo de 2018, las cifras en ventas lograron superar las 7.5 millones de unidades a nivel mundial, entre copias físicas y digitales.
Las ventas digitales de Monster Hunter: World desafiaron a las de PlayerUnknown's Battlegrounds en el mercado de la Xbox One, que había ocupado el puesto de mayor ventas durante los dos meses anteriores; en los Estados Unidos, Monster Hunter: World superó a Battlegrounds en la segunda semana de su lanzamiento, mientras que vino justo detrás de Battlegrounds para las listas del Reino Unido. En PlayStation Network, World encabezó las listas de ventas en línea de la tienda en los Estados Unidos y Europa durante el mes de enero de 2018. World también ocupó el primer lugar en Australia. A principios de mayo de 2018, se anunció que las ventas físicas y digitales de Monster Hunter: World habían superado las 7.9 millones de unidades vendidas. Para finales de julio del mismo año, se reportó que las ventas habían ascendido hasta las 8.3 millones de copias.
El día de su estreno en PC, Monster Hunter: World fue jugado por más de 240.000 jugadores de manera simultánea, convirtiéndose en el debut japonés más exitoso en la plataforma Steam. Según datos brindados por el sitio web SteamSpy, el videojuego vendió más de 2 millones de copias en PC, logrando que las cifras de ventas en todas las plataformas alcancen las 10 millones unidades. Para febrero de 2019, las ventas del juego ascendieron hasta las 11 millones de unidades. En octubre de 2019, luego del lanzamiento de la expansión Iceborne, las ventas superaron las 14 millones de copias vendidas.